# Partit Radical Autònom de les Comarques Tarragonines
El Partit Radical Autònom de les Comarques Tarragonines (Partido Radical Autónomo de las Comarcas Tarraconenses) fue un partido político español fundado en Reus como resultado de una escisión del Partido Republicano Radical (PRR) liderada por el diputado Jaume Simó i Bofarull el 24 de julio del 1932.
Desmarcado de la organización del PRR en Tarragona, el Partido Republicano Radical Autonomista, concurrió a las elecciones del noviembre de 1932 aliado con Esquerra Republicana de Catalunya (ERC) y obtuvo cuatro diputados en el Parlamento de Cataluña (Jaume Simó i Bofarull, Miquel Cunillera Rius, Gonçal Ivars Messeguer y Josep Folch i Folch), los cuales, sin embargo, se integraron en ERC tras la constitución del Parlamento.
En noviembre del 1933 rompió con ERC y apoyó el azañista Partido Catalán de Acción Republicana en las elecciones legislativas de 1933.
El 1936 tres de sus diputados catalanes (Simó, Cunillera e Ivars) constituyeron minoría parlamentaria con Acció Catalana Republicana (Pere Lloret Ordeix) y Estat Catalá (Josep Dencás).
- Datos: Q11698179